# Agnes Prandler
Agnes Prandler (* 22. Jänner 1927 in Kroatisch Geresdorf, Gemeinde Nikitsch; † 14. April 2013 in Oberpullendorf) war eine österreichische Angestellte und Politikerin (SPÖ). Prandler war ledig und von 1977 bis 1987 Abgeordnete zum Burgenländischen Landtag.

## Leben
Prandler wurde als Tochter des Hilfsarbeiters Johann Prandler aus Kroatisch Geresdorf geboren und wuchs kroatischsprachig auf. Sie besuchte zunächst die Volksschule in Kroatisch Geresdorf. Danach wechselte sie an die Hauptschule in Lutzmannsburg und absolvierte die zweijährige Handelsschule in Wien, die sie im Jahr 1947 abschloss. Danach war sie einige Wochen in einem Wiener Steuerbüro beschäftigt.

## Politik
Prandler war ab 1. Februar 1948 als Angestellte im SPÖ-Bezirkssekretariat Oberpullendorf beschäftigt und wurde am 1. Mai 1967 Bezirkssekretärin der SPÖ-Oberpullendorf. 1982 ging sie in den Ruhestand und übernahm 1984 als Obfrau den Vorsitz des SPÖ-Pensionistenverbandes des Bezirkes Oberpullendorf. Prandler vertrat die SPÖ während der XIII. und XIV. Gesetzgebungsperiode im Burgenländischen Landtag. Nach der Angelobung am 27. Oktober 1977 schied sie am 15. Juni 1987 nach einem Verzicht auf ihr Landtagsmandat aus dem Burgenländischen Landtag aus.
1983 wurde unter der Leitung von Prandler in Šuševo/Nebersdorf das Kroatische Kultur- und Dokumentationszentrum im Burgenland
gegründet. Das Zentrum widmet sich der Erforschung des Kultur- und Sprachgutes der burgenländischen Kroaten.